# Вірджин-Рівер
Вірджин-Рівер (англ. Virgin River) — це американський інтернет-серіал від Netflix у жанрі мелодрами, драми, створений компанією Reel World Management. В головних ролях — Мартін Хендерсон, Александра Брекенрідж, Колін Лоуренс, Дженни Купер, Лорен Гаммерслі, Аннетт О'тул, Тім Метісон, Бенджамін Холлінгсворт.
Перший сезон вийшов 6 грудня 2019 року.
Серіал має 5 сезонів. Завершився 52-м епізодом, який вийшов у ефір 7 вересня 2023 року. 17 травня 2023 року телесеріал було продовжено на шостий сезон.
Режисер серіалу — Мартін Вуд, Енді Микита, Гейл Гарві.
Сценарист серіалу — Робін Карр, Сью Тенні, Джексон Рок, Джексон Сіндер.

## Сюжет
У пошуках нового життя медсестра переїжджає з Лос-Анджелеса в містечко на півночі штату Каліфорнії та несподівано для себе знаходить там дещо — і декого.

## Актори та ролі

### Головні ролі
| Актор                  | Роль                 | Сезони               | Сезони               | Сезони               | Сезони               | Сезони               |
| Актор                  | Роль                 | 1                    | 2                    | 3                    | 4                    | 5                    |
| ---------------------- | -------------------- | -------------------- | -------------------- | -------------------- | -------------------- | -------------------- |
| Александра Брекенрідж  | Мелінда «Мел» Монро  | Основний персонаж    | Основний персонаж    | Основний персонаж    | Основний персонаж    | Основний персонаж    |
| Мартін Хендерсон       | Джек Шерідан         | Основний персонаж    | Основний персонаж    | Основний персонаж    | Основний персонаж    | Основний персонаж    |
| Колін Лоуренс          | Джон Міддлтон        | Основний персонаж    | Основний персонаж    | Основний персонаж    | Основний персонаж    | Основний персонаж    |
| Дженни Купер           | Джої Барнс           | Основний персонаж    | Періодичний персонаж | Періодичний персонаж | Періодичний персонаж | Періодичний персонаж |
| Лорен Гаммерслі        | Шармен Робертс       | Основний персонаж    | Основний персонаж    | Основний персонаж    | Основний персонаж    | Основний персонаж    |
| Аннетт О'тул           | Хоуп МакКрі          | Основний персонаж    | Основний персонаж    | Основний персонаж    | Основний персонаж    | Основний персонаж    |
| Тім Метісон            | Вернон «Док» Маллінз | Основний персонаж    | Основний персонаж    | Основний персонаж    | Основний персонаж    | Основний персонаж    |
| Бенджамін Холлінгсворт | Ден Брейді           | Основний персонаж    | Основний персонаж    | Основний персонаж    | Основний персонаж    | Основний персонаж    |
| Грейсон Гернсі         | Рікі                 | Періодичний персонаж | Основний персонаж    | Основний персонаж    | Основний персонаж    | -                    |
| Сара Дагдейл           | Ліззі                | -                    | Основний персонаж    | Основний персонаж    | Основний персонаж    | Основний персонаж    |
| Зіббі Аллен            | Брі Шерідан          |                      |                      | Основний персонаж    | Основний персонаж    | Основний персонаж    |
| Марко Грацціні         | Майк Валенсуела      |                      | Періодичний персонаж | Основний персонаж    | Основний персонаж    | Основний персонаж    |
| Марк Ганіме            | доктор Кемерон Гаєк  |                      |                      |                      | Основний персонаж    | Основний персонаж    |
| Кай Бредбері           | Денні Катлер         |                      |                      | Запрошена зірка      | Основний персонаж    | Основний персонаж    |
| Кендіс Макклюр         | Кайя Браянт          |                      |                      |                      | Основний персонаж    | Основний персонаж    |

### Повторювані ролі
| Актор           | Роль          |
| --------------- | ------------- |
| Деніел Ґілліс   | Марк Монро    |
| Лекса Дойг      | Пейдж Ласітер |
| Нікола Кавендіш | Конні         |
| Гвініт Волш     | Джо Еллен     |
| Лінда Бойд      | Ліллі         |
| Девід Кубітт    | Келвін        |
| Ян Трейсі       | Джиммі        |
| Теріл Ротері    | Мюріель       |
| Стів Бачич      | Вес           |
| Кармел Аміт     | Джеймі        |
| Стейсі Фарбер   | Тара Андерсон |

## Епізоди
| Сезон | Епізоди | Епізоди | Оригінальний показ | Оригінальний показ | Оригінальний показ |
| Сезон | Епізоди | Епізоди | Перший показ       | Останній показ     | Мережа             |
| ----- | ------- | ------- | ------------------ | ------------------ | ------------------ |
| 1     | 10      | 10      | 6 грудня 2019      | 6 грудня 2019      | Netflix            |
| 2     | 10      | 10      | 27 листопада 2020  | 27 листопада 2020  | Netflix            |
| 3     | 10      | 10      | 9 липня 2021       | 9 липня 2021       | Netflix            |
| 4     | 12      | 12      | 20 липня 2022      | 20 липня 2022      | Netflix            |
| 5     | 10      | 10      | 7 вересня 2023     | TBA                | Netflix            |

## Список серій

### Сезон 1 (2019)
| № | #  | Назва                                           | Режисер     | Сценарист              | Перший ефір у США |
| --- | -- | ----------------------------------------------- | ----------- | ---------------------- | ----------------- |
| 1 | 1  | «Життя продовжується» «Carry On»                | Янн Тернер  | Сью Тенні              | 6 грудня 2019     |
| Медсестра Мел переїжджає в невелике місто на півночі штату Каліфорнія, намагаючись почати нове життя, де гостинним вітанням і не пахне.                               |    |                                                 |             |                        |                   |
| 2 | 2  | «Покинуті» «Lost»                               | Янн Тернер  | Дебра Фордем           | 6 грудня 2019     |
| Док Маллінз знаходить на порозі свого дому покинуте немовля. Мел сперечається зі своїм керівником про те, що робити далі: шукати маму дитини чи викликати спецслужбу. |    |                                                 |             |                        |                   |
| 3 | 3  | «…і знайдені» «...And Found»                    | Енді Микита | Емі Пальмер            | 6 грудня 2019     |
| Мел хоче стати тимчасовим опікуном Хлої, але переживає власне горе. Джек переконує її залишитись у Вірджин-Рівер.                                                     |    |                                                 |             |                        |                   |
| 4 | 4  | «Поранене серце» «A Wounded Heart»              | Енді Микита | Сью Тенні              | 6 грудня 2019     |
| Стан здоров’я Гоуп погіршується, тому вона наважується на важку розмову з Доком. Шармейн задає Мел незручні питання. Пейдж дещо приховує.                             |    |                                                 |             |                        |                   |
| 5 | 5  | «Під вогнем» «Under Fire»                       | Мартін Вуд  | Дебра Фордем           | 6 грудня 2019     |
| Мел і Джека змушують надати медичну допомогу хворому на віддаленій фермі, де таємно вирощують марихуану. Шармейн свариться з Гоуп.                                    |    |                                                 |             |                        |                   |
| 6 | 6  | «Міняймося партнерами» «Let's Mingle»           | Мартін Вуд  | Емі Пальмер            | 6 грудня 2019     |
| Напередодні великої танцювальної вечірки до Мел приїжджає несподіваний гість. Джек і далі страждає від спогадів про армію.                                            |    |                                                 |             |                        |                   |
| 7 | 7  | «Якщо всі дізнаються правду» «If Truth Be Told» | Гейл Гарві  | Патрік Мосс            | 6 грудня 2019     |
| Пастор випадково дізнається секрет. Мел не може змиритися зі своїм минулим. Джек і Шармейн обговорюють свої стосунки.                                                 |    |                                                 |             |                        |                   |
| 8 | 8  | «Пролити світло» «Into the Light»               | Гейл Гарві  | Дебра Фордем           | 6 грудня 2019     |
| Через грозу відключають електроенергію, тому всі збираються в барі Джека. Мел не може знайти собі місця після відвертої розмови. Пастор дізнається про минуле Пейдж.  |    |                                                 |             |                        |                   |
| 9 | 9  | «У всіх є таємниці» «Everybody Has a Secret»    | Тім Метісон | Сью Тенні, Джексон Рок | 6 грудня 2019     |
| Гоуп переконує Джека прочитати лист Шармейн. Пастор розповідає Пейдж, що він усе знає. Мел і Док намагаються допомогти важкому пацієнтові.                            |    |                                                 |             |                        |                   |
| 10 | 10 | «Неочікуваний фінал» «Unexpected Endings»       | Тім Метісон | Сью Тенні, Емі Пальмер | 6 грудня 2019     |
| Джек приголомшений отриманими новинами, а Шармейн вимагає, щоб він ухвалив рішення. Гоуп переповнює почуття провини. Пейдж розповідає всю правду Пастору.             |    |                                                 |             |                        |                   |

### Сезон 2 (2020)
Заручини, діти, розбите серце, убивство. Драма є частиною маленького міста Вірджин-Рівер, а її центром стає Мел Монро.
| № | #  | Назва                                  | Режисер     | Сценарист          | Перший ефір у США |
| --- | -- | -------------------------------------- | ----------- | ------------------ | ----------------- |
| 11 | 1  | «Нові починання» «New Beginnings»      | Енді Микита | Сью Тенні          | 27 листопада 2020 |
| У Шармейн починаються ускладнення під час вагітності, і Джек просить Мел допомогти їй. Гоуп наполягає на тому, щоб Док тримав їхні стосунки в секреті.                  |    |                                        |             |                    |                   |
| 12 | 2  | «Сюрприз» «Taken by Surprise»          | Енді Микита | Емі Пальмер        | 27 листопада 2020 |
| Мел докладає багато зусиль, щоб Шармейн було комфортно жити в будинку Гоуп, проте нічого не виходить. Ситуація, пов’язана з минулим Пейдж, неочікувано погіршується.    |    |                                        |             |                    |                   |
| 13 | 3  | «Наступного ранку» «The Morning After» | Гейл Гарві  | Ліза Марі Петерсен | 27 листопада 2020 |
| Мел намагається змусити Шармейн відновити її водний баланс, одночасно думаючи про те, що сталося з Джеком. Келвін пропонує Бреді роботу.                                |    |                                        |             |                    |                   |
| 14 | 4  | «Ходять чутки» «Rumor Has It»          | Гейл Гарві  | Джексон Рок        | 27 листопада 2020 |
| У місті проводять щорічний пікнік, на якому жителі міста беруть учать у дружніх змаганнях, стають свідками сварки закоханих і, як вважає Мел, занадто багато пліткують. |    |                                        |             |                    |                   |
| 15 | 5  | «Спогади» «Can't Let Go»               | Мартін Вуд  | Джексон Сіндер     | 27 листопада 2020 |
| Джека переслідують спогади про війну після зустрічі з друзями з флоту. Мел намагається вирішити конфлікт із сестрою свого покійного чоловіка.                           |    |                                        |             |                    |                   |
| 16 | 6  | «Минуле» «Out of the Past»             | Мартін Вуд  | Сью Тенні          | 27 листопада 2020 |
| Мел придумує, як віддати шану Марку в день річниці його смерті. Через стрес Джек приймає погані рішення. Гоуп пече пиріг і просить вибачення в Мюріель.                 |    |                                        |             |                    |                   |
| 17 | 7  | «Переломний момент» «Breaking Point»   | Тім Метісон | Емі Пальмер        | 27 листопада 2020 |
| Поліція знаходить тіло в лісі, Пастор починає переживати. Шармейн і Джек обговорюють план пологів разом із Мел.                                                         |    |                                        |             |                    |                   |
| 18 | 8  | «Сліпі плями» «Blindspots»             | Тім Метісон | Ліза Марі Петерсен | 27 листопада 2020 |
| Джек допомагає Майку розібратися з Келвіном. Мел і Док з’ясовують деталі загадкової хвороби, яка, можливо, пов’язана з харчовим отруєнням. Гоуп дізнається секрет.      |    |                                        |             |                    |                   |
| 19 | 9  | «Небезпека» «Hazards Ahead»            | Мартін Вуд  | Емі Пальмер        | 27 листопада 2020 |
| Мел відчайдушно шукає Джека, який отримав тривожні новини. Джеймі пропонує Пастору роботу. Гоуп сумнівається, чи можна довіряти Доку.                                   |    |                                        |             |                    |                   |
| 20 | 10 | «Шок» «Blown Away»                     | Мартін Вуд  | Сью Тенні          | 27 листопада 2020 |
| Мел стежить за Бреді, щоб дізнатися правду про Спенсера. Гоуп дає Доку відповідь. Пастор приймає рішення, що змінить його життя.                                        |    |                                        |             |                    |                   |

### Сезон 3 (2021)
Мел та її близькі у Вірджин-Рівер підтримують одне одного в складні часи і разом переживають низку подій: смерть, пожежу, чвари через опікунство, розлучення тощо.
| № | #  | Назва                                                                    | Режисер        | Сценарист              | Перший ефір у США |
| --- | -- | ------------------------------------------------------------------------ | -------------- | ---------------------- | ----------------- |
| 21 | 1  | «Нема диму без вогню» «Where There's Smoke...»                           | Мартін Вуд     | Сью Тенні              | 9 липня 2021      |
| Мел не хоче святкувати свій день народження, вона згадує минуле. Діагноз Дока підтверджується, і він починає шукати собі заміну.                                      |    |                                                                          |                |                        |                   |
| 22 | 2  | «Липкі лапи» «Sticky Feet»                                               | Мартін Вуд     | Емі Пальмер            | 9 липня 2021      |
| Ріккі та Ліззі ніяк не можуть залишитися наодинці. Док переживає за Гоуп, яка можливо потрапила в ураган. Мел робить Джеку спокусливу пропозицію.                     |    |                                                                          |                |                        |                   |
| 23 | 3  | «Запчастини й розбиті серця» «Spare Parts and Broken Hearts»             | Моніка Мітчелл | Сью Тенні              | 9 липня 2021      |
| Лілі ділиться з Мел страшною таємницею. Брі зближується з Бреді та розповідає Джеку, що звільнилась. Колишній Ліззі дивує її.                                         |    |                                                                          |                |                        |                   |
| 24 | 4  | «Змусь моє серце битися швидше» «Take My Breath Away»                    | Моніка Мітчелл | Емі Пальмер            | 9 липня 2021      |
| Док та Мел допомагають Пастору з хворим Крістофером. Після напруженої розмови Джек спрямовує зусилля на романтичну вечерю.                                            |    |                                                                          |                |                        |                   |
| 25 | 5  | «Хмиз» «Kindling»                                                        | Мартін Вуд     | Ліза Марі Петерсен     | 9 липня 2021      |
| Мел вражена новинами Дока після співбесіди з новим лікарем. Тодд не хоче, щоб діти знали, що Джек — їхній батько. Лілі розповідає дочці про свою хворобу.             |    |                                                                          |                |                        |                   |
| 26 | 6  | «Джек і Джіл» «Jack and Jill»                                            | Мартін Вуд     | Джексон Сіндер         | 9 липня 2021      |
| Джек і Мел сперечаються про майбутнє своїх стосунків на змаганнях дроворубів. Брі розповідає про своє болісне розставання.                                            |    |                                                                          |                |                        |                   |
| 27 | 7  | «Розкол» «Split»                                                         | Гейл Гарві     | Джексон Рок            | 9 липня 2021      |
| Джек зустрічається з адвокатом і починає неабияк нервуватися. Бреді допитують. Мюріель дає Доку пораду.                                                               |    |                                                                          |                |                        |                   |
| 28 | 8  | «Життя і смерть» «Life and Death»                                        | Гейл Гарві     | Сью Тенні, Емі Пальмер | 9 липня 2021      |
| Мел із розбитим серцем вирушає в Лос-Анджелес, щоб підтримати Джої на слуханні щодо розлучення. Спогади Джека повертаються. Лілі просить друзів подбати про її дітей. |    |                                                                          |                |                        |                   |
| 29 | 9  | «І сонце сходить» «The Sun Also Rises»                                   | Мартін Вуд     | Емі Пальмер            | 9 липня 2021      |
| Місто прощається зі своїм другом. Брі страждає від особистої втрати. Мел і Джек вирішують, що їм робити далі.                                                         |    |                                                                          |                |                        |                   |
| 30 | 10 | «Весілля, немовля і жодного похорону» «A Wedding, No Funeral and a Baby» | Мартін Вуд     | Сью Тенні              | 9 липня 2021      |
| Джек приймає важливе рішення, Мел не знає, як повідомити іншим несподівану новину. Док занепокоєним станом своєї дружини. Пастор зустрічається з подругою Пейдж.      |    |                                                                          |                |                        |                   |

### Сезон 4 (2022)
Мел розмірковує над новими обставинами, минуле Джека загрожує його майбутньому. У Вірджин-Рівер з’являються нові мешканці, які одразу ж починають каламутити воду.
| № | #  | Назва                                          | Режисер         | Сценарист                               | Перший ефір у США |
| --- | -- | ---------------------------------------------- | --------------- | --------------------------------------- | ----------------- |
| 31 | 1  | «Будь зі мною» «Be My Baby»                    | Мартін Вуд      | Сью Тенні                               | 20 липня 2022     |
| Мел потрібна медична допомога, а стривожений Джек її підтримує. Заплутана Гоуп ставить Дока перед важким вибором. У клініці з’являється новий лікар.                      |    |                                                |                 |                                         |                   |
| 32 | 2  | «Батько знає краще?..» «Father Knows Best...?» | Мартін Вуд      | Емі Пальмер                             | 20 липня 2022     |
| Батько Джека та Брі приїжджає до міста й спричиняє драму. Мел засмучена через інцидент на роботі. Док отримує шанс зблизитися з несподіваним гостем.                      |    |                                                |                 |                                         |                   |
| 33 | 3  | «Барбекю» «Grilled»                            | Німіша Мукерджі | Ліза Марі Петерсен                      | 20 липня 2022     |
| Мел планує вечерю для Камерона та Джека, але всі зусилля сходять нанівець. Конні попереджає Ліззі, що треба бути обережною з Денні. Пастор товаришує з учителькою айкідо. |    |                                                |                 |                                         |                   |
| 34 | 4  | «Серйозно як…» «Serious As A...»               | Німіша Мукерджі | Теся Джой Вокер                         | 20 липня 2022     |
| Гоуп продовжує відчувати різні симптоми травми, і це дратує її саму та Дока. Мел прохає Пастора допомогти їй вразити впертого Джека.                                      |    |                                                |                 |                                         |                   |
| 35 | 5  | «Сигнал тривоги» «Mayday»                      | Мартін Вуд      | Наташа Голл                             | 20 липня 2022     |
| Гоуп із подругами шиють костюми, а Ліззі та Рікі готуються до ярмарку. Брі та Майк разом намагаються дізнатися, хто вніс заставу за Бреді.                                |    |                                                |                 |                                         |                   |
| 36 | 6  | «Ярмарок» «All's Faire...»                     | Мартін Вуд      | Джексон Рок                             | 20 липня 2022     |
| Починається ярмарок. Мел переживає за Джека після того, як знайоме обличчя пробуджує болісні спогади. Денні спостерігає за виступом Ліззі та Рікі.                        |    |                                                |                 |                                         |                   |
| 37 | 7  | «Інші плани» «Otherwise Engaged»               | Сіобхан Девайн  | Джексон Сіндер                          | 20 липня 2022     |
| Джої приносить приголомшливі новини, які змушують Мел сумніватися в логіці сестри. Джек розмірковує про нове джерело доходів.                                             |    |                                                |                 |                                         |                   |
| 38 | 8  | «Поговори зі мною» «Talk to Me»                | Сіобхан Девайн  | Емі Пальмер, Ліза Марі Петерсен         | 20 липня 2022     |
| Мел планує сюрприз для Джої, але тривога за Джека виходить на перший план. Ліззі вагається, чи треба розповісти Доку, що вона бачила в шухляді Денні.                     |    |                                                |                 |                                         |                   |
| 39 | 9  | «Сенсації» «Bombshells»                        | Моніка Мітчелл  | Емі Пальмер                             | 20 липня 2022     |
| Мел намагається звикнути до наслідків зникнення Джека й заразом отримує тривожні новини від Стейсі. Майк і Брі продовжують пошуки Келвіна.                                |    |                                                |                 |                                         |                   |
| 40 | 10 | «Полум’я та дощ» «Fire and Rain»               | Моніка Мітчелл  | Сью Тенні, Теся Джой Вокер, Наташа Голл | 20 липня 2022     |
| Шармейн прохає Джека про підтримку під час дитячої вечірки. Мел проводить важку розмову з Кассандрою. Після дзвінка Пастор переживає за Крістофера.                       |    |                                                |                 |                                         |                   |
| 41 | 11 | «Ще раз» «Once Again»                          | Енді Микита     | Сью Тенні, Джексон Сіндер, Джексон Рок  | 20 липня 2022     |
| Вернон і Гоуп сперечаються щодо пошуків доглядальниці. Мел розпитує Камерона про його дивну поведінку, а Джек налагоджує та запускає свій новий бізнес.                   |    |                                                |                 |                                         |                   |
| 42 | 12 | «Довге прощання» «The Long Goodbye»            | Енді Микита     | Сью Тенні, Емі Пальмер                  | 20 липня 2022     |
| Мел і Джек нарешті отримують довгоочікувані результати. Ліззі влаштовує проводи Рікі та розмовляє з Денні про його секрет.                                                |    |                                                |                 |                                         |                   |

### Сезон 5 (2023)
Мел звикає до іншого ритму життя, Джек розвиває свою справу, а у Вірджин-Рівер розкриваються таємниці й з’являються нові загрози.
| № | #  | Назва                                         | Режисер         | Сценарист                                 | Перший ефір у США |
| --- | -- | --------------------------------------------- | --------------- | ----------------------------------------- | ----------------- |
| 43 | 1  | «Другий шанс» «A Second Chance»               | Моніка Мітчелл  | Патрік Шон Сміт                           | 7 вересня 2023    |
| Мел ухвалює важке рішення. Джек знаходить потенційного інвестора. Пастор і Пейдж з’ясовують стосунки. Під час голосування в міській раді на Гоуп чекає сюрприз.         |    |                                               |                 |                                           |                   |
| 44 | 2  | «Співочий птах» «Songbird»                    | Моніка Мітчелл  | Джексон Сіндер                            | 7 вересня 2023    |
| Док і Камерон намагаються спільно керувати клінікою. Мел допомагає Єві подолати особисті проблеми. Джек сперечається із Шармейн. Бреді прагне отримати другий шанс.     |    |                                               |                 |                                           |                   |
| 45 | 3  | «Зважений ризик» «Calculated Risk»            | Феліпе Родрігес | Талія Гонзалез                            | 7 вересня 2023    |
| Мел робить виняток для колишньої пацієнтки. Брі в усьому зізнається Бреді. Пастор знайомиться із чарівною пожежницею. Джек і Денні йдуть у похід у гори.                |    |                                               |                 |                                           |                   |
| 46 | 4  | «Не так, як раніше» «Never Gonna Be the Same» | Феліпе Родрігес | Теся Джой Вокер                           | 7 вересня 2023    |
| Док розповідає Денні правду. День у спа обертається для Гоуп неприємностями. Бреді у відчаї звертається до Майка. Під час походу Мел і Джек краще пізнають одне одного. |    |                                               |                 |                                           |                   |
| 47 | 5  | «Випробування вогнем» «Trial By Fire»         | Мартін Вуд      | Ерін Кардільо, Річард Кіт                 | 7 вересня 2023    |
| Коли всім загрожує небезпека, Джек, Гоуп та інші містяни починають діяти. Страшне відкриття приголомшує Мел. Після важкого дня в суді на Брі чекає приємна зустріч.     |    |                                               |                 |                                           |                   |
| 48 | 6  | «Нові герої» «Heroes Rise»                    | Мартін Вуд      | Томас Єн Гріффіт, Мері Пейдж Келлер       | 7 вересня 2023    |
| Мел і Джек намагаються знайти безпечне місце для Єви та Хлої. Коли криза загострюється, Бреді кидає виклик Пастору, а Гоуп розробляє план порятунку Вірджин-Рівер.      |    |                                               |                 |                                           |                   |
| 49 | 7  | «Відродження» «From the Ashes»                | Джем Гаррард    | Талія Гонзалез, Ерін Кардільо, Річард Кіт | 7 вересня 2023    |
| Після пережитих руйнувань настає черга відвертих розмов і примирення. Містяни підтримують одне одного й відбудовують усе втрачене в пожежах.                            |    |                                               |                 |                                           |                   |
| 50 | 8  | «Повний місяць» «Full Moon»                   | Джем Гаррард    | Джон Лоу                                  | 7 вересня 2023    |
| Після дівич-вечора Мел бореться зі своїми страхами. Кая довіряє Пастору таємницю. Майк і Бреді забувають про суперечки, щоб схопити злочинця.                           |    |                                               |                 |                                           |                   |
| 51 | 9  | «Пік Ангела» «Angel's Peak»                   | Енді Микита     | Ільдіко Сьюзані                           | 7 вересня 2023    |
| Мел і Джек розглядають інші варіанти на майбутнє. Бреді переслідує Меліссу й опиняється в скрутному становищі. Між працівниками клініки зароджується новий роман.       |    |                                               |                 |                                           |                   |
| 52 | 10 | «День праці» «Labor Day»                      | Енді Микита     | Джексон Сіндер,Теся Джой Вокер            | 7 вересня 2023    |
| Напруга зростає, коли Бреді, Джек і Майк уплутуються в незаконні махінації. На Мел, Денні й Пастора чекають нові несподіванки.                                          |    |                                               |                 |                                           |                   |

## Відгуки критиків
| Сезон | Відгуки критиків  | Відгуки критиків |
| Сезон | Rotten Tomatoes   | Metacritic       |
| ----- | ----------------- | ---------------- |
| 1     | -                 | -                |
| 2     | 90% (10 рецензій) | -                |
| 3     | 56% (9 рецензій)  | -                |
| 4     | 100% (7 рецензій) | -                |
| 5     | 80% (5 рецензій)  | -                |
| 6     | -                 | -                |